# Campanula stricta
Campanula stricta är en klockväxtart som beskrevs av Carl von Linné. Campanula stricta ingår i släktet blåklockor, och familjen klockväxter.

## Underarter
Arten delas in i följande underarter:
- C. s. alidagensis
- C. s. libanotica
- C. s. stricta

## Bildgalleri

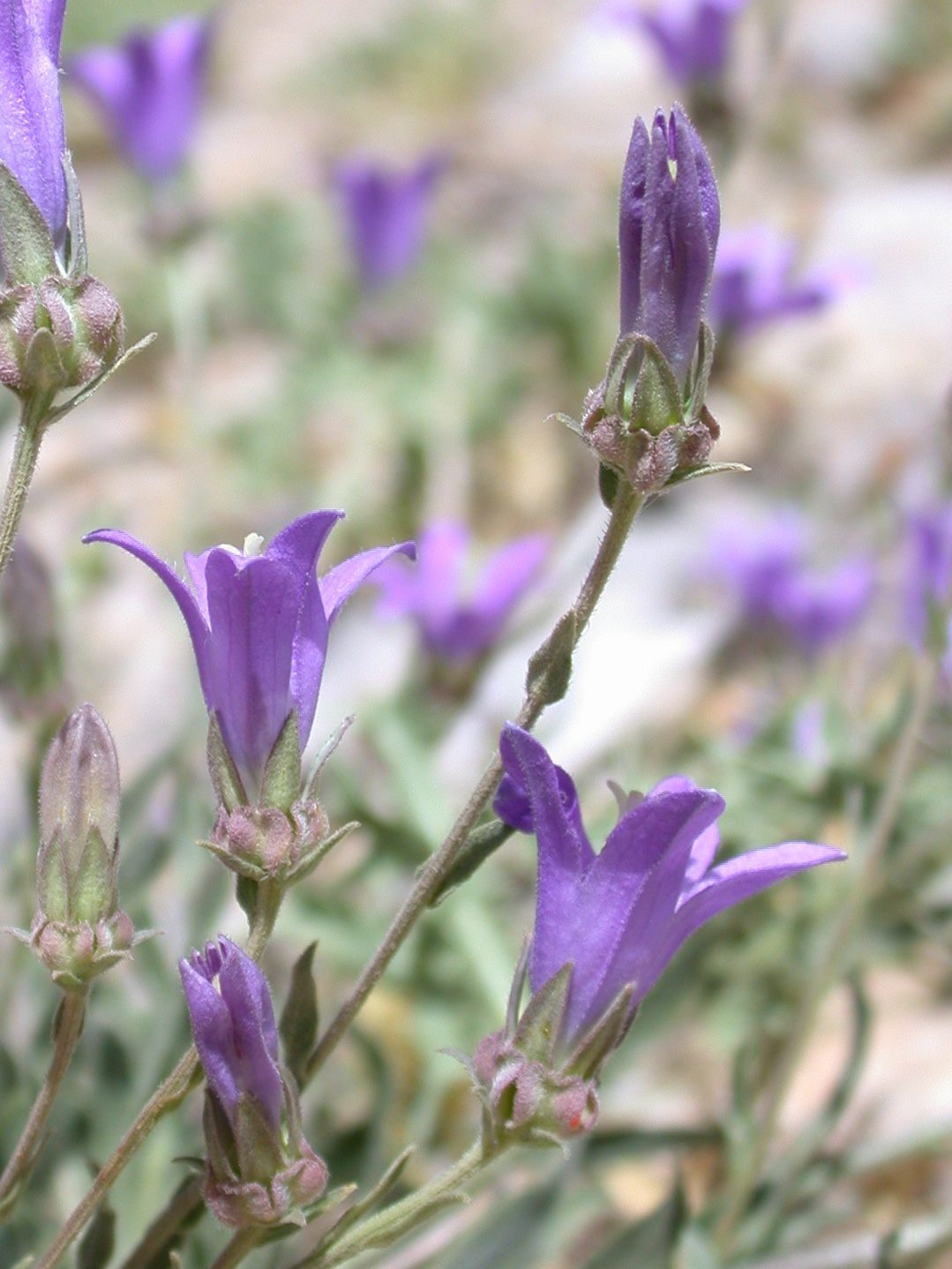